# Jefferson Davis
Jefferson Finis Davis (3 tháng 6 năm 1808 – 6 tháng 12 năm 1889) là chính khách Hoa Kỳ với cương vị tổng thống của chính phủ Liên minh miền Nam trong thời kỳ Nội chiến Hoa Kỳ (1861 – 1865).

## Sự nghiệp
Trong suốt thời gian tại nhiệm, ông không tìm ra giải pháp chính trị hoặc quân sự để chống lại lực lượng hùng hậu của Liên bang miền Bắc. Mặc dù ông biết không thể chống chọi, Davis vẫn cố chấp tiếp tục đòi tự trị cho 11 tiểu bang miền Nam và kéo dài cuộc nội chiến, tàn phá xứ sở suốt 5 năm. Đối với dân Mỹ miền Nam thời bấy giờ, tướng Robert E. Lee được nêu tên và tôn sùng nhiều hơn Jefferson Davis.
Jefferson Davis bị bắt năm 1865 nhưng không bị xử tội phản quốc, chỉ bị tước bỏ quyền hành chính (cho đến năm 1978, 90 năm sau khi ông mất, chính phủ Hoa Kỳ mới bỏ điều lệ này).
Davis tốt nghiệp Trường Võ bị West Point, ông từng tự hào là giỏi chiến thuật chiến lược với kinh nghiệm trong chức vụ đại tá quân tình nguyện thời Chiến tranh Hoa Kỳ-Mexico. Ông cũng từng nhận chức vụ Bộ trưởng Bộ Chiến tranh Hoa Kỳ dưới thời tổng thống Franklin Pierce.